# فايز العامر
فايز العامر (4 يوليو 1957 -)، ممثل ومؤلف كويتي.

## عنه
حصل على الإجازة الجامعية من كلية التجارة والأقتصاد والعلوم السياسية في جامعة الكويت، وعمل كاتب الصحفي حتى عام 2000 حيث تنقل بين جريدة السياسة والأنباء والراي، وعمل مدير تحرير صحيفة «النخبة»، وكان عضو مؤسس للمسرح الجامعي وفي المسرح العربي.

## أعماله

### من المسلسلات
- الناس للناس
- رقية وسبيكة
- خذ وخل
- الانحراف
- رجل سنة 60
- بو قلبين
- دارت الأيام
- عديل الروح
- حبل المودة
- الأخ صالحة
- هذا ولدنا
- عقاب
- بين عصرين
- زمن مريان
- أم سعف جتكم

### من المسرحيات
- الشياطين الثلاثة
- عايلة بو عبود
- رحلة حنضله
- ولد الوالي والحمالي

### كمؤلف
- مسرحية الحريم.
- مسلسل التنديل.
- مسرحية بو سارة في العمارة.
- برنامج طول بالك.

## وصلات خارجية
- فايز العامر على موقع قاعدة بيانات الأفلام العربية